# José María Morelos y Pavón (Cananea)
José María Morelos y Pavón o también llamado Sauceda, es un ejido del municipio de Cananea ubicado en el norte del estado mexicano de Sonora, en la zona de la Sierra Madre Occidental. El ejido es la sexta localidad más habitada del municipio ya que según los datos del Censo de Población y Vivienda realizado en 2020 por el Instituto Nacional de Estadística y Geografía (INEGI), José María Morelos y Pavón (Sauceda) tiene un total de 76 habitantes.
El ejido se fundó el 3 de febrero de 1959 y su creación se publicó al siguiente día en el Diario Oficial de la Federación, dándole una superficie de 52,685 hectáreas destinado para la ganadería beneficiando a 175 pobladores.

## Geografía
José María Morelos y Pavón se sitúa en las coordenadas geográficas 31°12'49" de latitud norte y 110°13'27" de longitud oeste del meridiano de Greenwich, a una elevación de 1368 metros sobre el nivel del mar.